# 東京チャタレー夫人
『東京チャタレー夫人』（とうきょうチャタレーふじん）は1977年8月20日公開の日本映画。カラー、シネマスコープ。上映時間90分。日活が製作・配給した日活ロマンポルノ。

## 概要
1977年、日活のお盆映画のロングラン興行で、大作2本立てのうちの1本として公開された。「東京エマニエル夫人」「東京エマニエル夫人 個人教授」に続く、ファッション・ポルノ第三弾。主演は前作までの田口久美から、本作で初主演の志麻いづみに変更。

## あらすじ
大財閥の夫人として上流社会に生きていた美緒、しかし、夫婦の車中でのふとした愛の戯れがもとで事故を起こし、夫は下半身不随となってしまう。そんななか、ふとしたことから夫の開発現場の作業員・新田との関係が始まる。お互いの感情を一気に吐き出すように求めあう二人。一方、夫は、二人との関係を感づきながら、不具の我が身に苦悩していた。

## スタッフ
- プロデューサー：八巻晶彦
- 脚本：大工原正泰
- 撮影：萩原憲治
- 照明：高島利隆
- 録音：秋野能伸
- 美術：徳田博
- 編集：山田真司
- 音楽：高田信
- 助監督：飛河三義
- 色彩計測：森島章雄
- 現像：東洋現像所
- 製作担当者：天野勝正
- 監督：藤井克彦
- 企画：佐々木志郎（ノンクレジット）
- スチール：浅石靖（ノンクレジット）

## キャスト
- 志麻いづみ（新人）：加納美緒
- 松永てるほ：西条綾
- 真家宏満：加納達則（美緒の夫）
- 梓ようこ：永沢マリ子（別荘の家政婦）
- 椎谷建治：新田精二
- 岡尚美：成宮夫人
- 南寿美子：加納悦子（達則の母）
- 宇南山宏：宗方甲一郎
- 中台祥浩：加納鋭介（達則の父）
- 牧れいか：蛯名夫人
- 十時じゅん：東夫人
- 三川裕之
- 五條博：西条篤志
- 八代康二
- 溝口拳
- 中平哲仟
- 露木護
- 庄司三郎
- 小見山王樹
- 影山英俊
- ザ・エレクトラ（稲生幸成、桜井ゆり）

## 同時上映
『夢野久作の少女地獄』
- 監督：小沼勝　脚本：いどあきお　原作：夢野久作「少女地獄」より
- 出演：小川亜佐美、飛鳥裕子